# Arab al-Jahalin
'Arab al-Jahalin (àrab: عرب الجهالّين, ʿArab al-Jahālīn; hebreu: עראב אל-ג'האלין‎) és una vila palestina de la governació de Jerusalem, a Cisjordània, situada 5 kilòmetres al sud-oest de Jerusalem. Segons l'Oficina Central Palestina d'Estadístiques tenia 843 habitants el 2016. Està situada a la vora d'un vessant fora al-Eizariya i a 300 m del terme municipal de Jerusalem. Està situat a l'Àrea C de Cisjordània. Mentre que el govern d'Israel té control total sobre el poble, la població té identificacions palestines.
'Àrab al-Jahalin conté una mesquita, una escola de set classes i una escola de 12 classes. El poble està lligat al sistema elèctric i aigua corrent de Jerusalem Est. Asha-Sawahira ash-Sharqiya comparteix les instal·lacions, en particular les escoles i equipaments de salut amb els pobles d'Arab al-Jahalin, Jabal Mukaber i ash-Sheikh Sa'd. Les instal·lacions sanitàries d'as-Sawariha ash-Sharqiya es designen com a nivell 2 del Ministeri de Salut. Tots els residents d'ʿArab al-Jahalin són considerats refugiats i tenen papers de refugiats de l'UNRWA.

## Història
La tribu ʿArab al-Jahalin era originària de Tel Arad al nord del Nègueb, però van ser desallotjades íntegrament de la zona a principis dels anys 50 per les Forces de Defensa d'Israel (FDI). Abans de la victòria d'Israel a la Guerra dels Sis Dies, van negociar amb els terratinents palestins per establir campaments semipermanents i pasturar els seus ramats, una àrea entre Ramal·lah, Wadi Qelt i Jerusalem, mantenint el tradicional estil de vida beduïna. Després de la guerra, les FDI va confiscar la major part de les terres al-Jahalin sobre la zona on es va començar a construir l'assentament israelià de Ma'ale Adumim més endavant (1977).
El juliol de 1994, l'administració de l'ocupació militar israeliana administrant Cisjordània va executar un ordre de desallotjament que es reubicava com a nombre de residents a un lloc adjacent a un abocador municipal de Jerusalem a Abu Dis, Al llarg de la dècada de 1990 hi havia 100-120 ordres judicials o militars per al desallotjament dels beduins al-Jahalin. En 1997 i 1998, es van implementar dues expulsions forçoses del Jahalin, amb uns altres 1.050 reubicats a Abu Dis. El mateix any, un recurs va provocar un acord entre l'Administració civil Israeliana i representants de 35 famílies d'al-Jahalin (uns 200 individus) que van poder "arrendar" el que Israel considera que són terres estatals però que, segons els mateixos Jahalin, pertanyen als palestins locals d'Abu Dis. Amb la fundació del llogaret d'Arab al-Jahalin, els beduïns reubicats es van queixar que l'àrea assignada a la zona els privés d'un pasturatge que els permetés continuar el seu tradicional estil de vida, forçant el 70% d'al Jahalin per vendre la seva ramaderia. L'àrea també es veu afectada per un fort olor, que allibera grans quantitats de gas metà, un procés que continuarà durant almenys dues dècades, fins i tot després de la proposta de tancament de l'abocador.
L'any 2012, es van suspendre els plans de reubicació de la tribu adjacent a l'abocador d'Abu Dis, mentre que l'administració civil de l'exèrcit declarava que seleccionaria un lloc diferent. El 16 de setembre de 2014 es va anunciar que es traslladarien a una nova àrea a la vall del Jordà al nord de Jericó. Un documental sobre l'estat actual del Jahalin es va publicar a l'abril de 2012.